# Lista de consulados no Rio de Janeiro (cidade)
Esta é uma lista de consulados na cidade do Rio de Janeiro.

## Consulados
- Alemanha
- Angola
- Argentina
- Bielorrússia
- Bélgica
- Bolívia
- Canadá
- Chile
- China
- Egito
- Espanha
- Estados Unidos
- França
- Guiné
- Grécia
- Itália
- Japão
- Líbano
- México
- Noruega
- Países Baixos
- Panamá
- Paraguai
- Peru
- Polónia
- Portugal
- Reino Unido
- República Dominicana
- Roménia
- Rússia
- Uruguai
- Venezuela

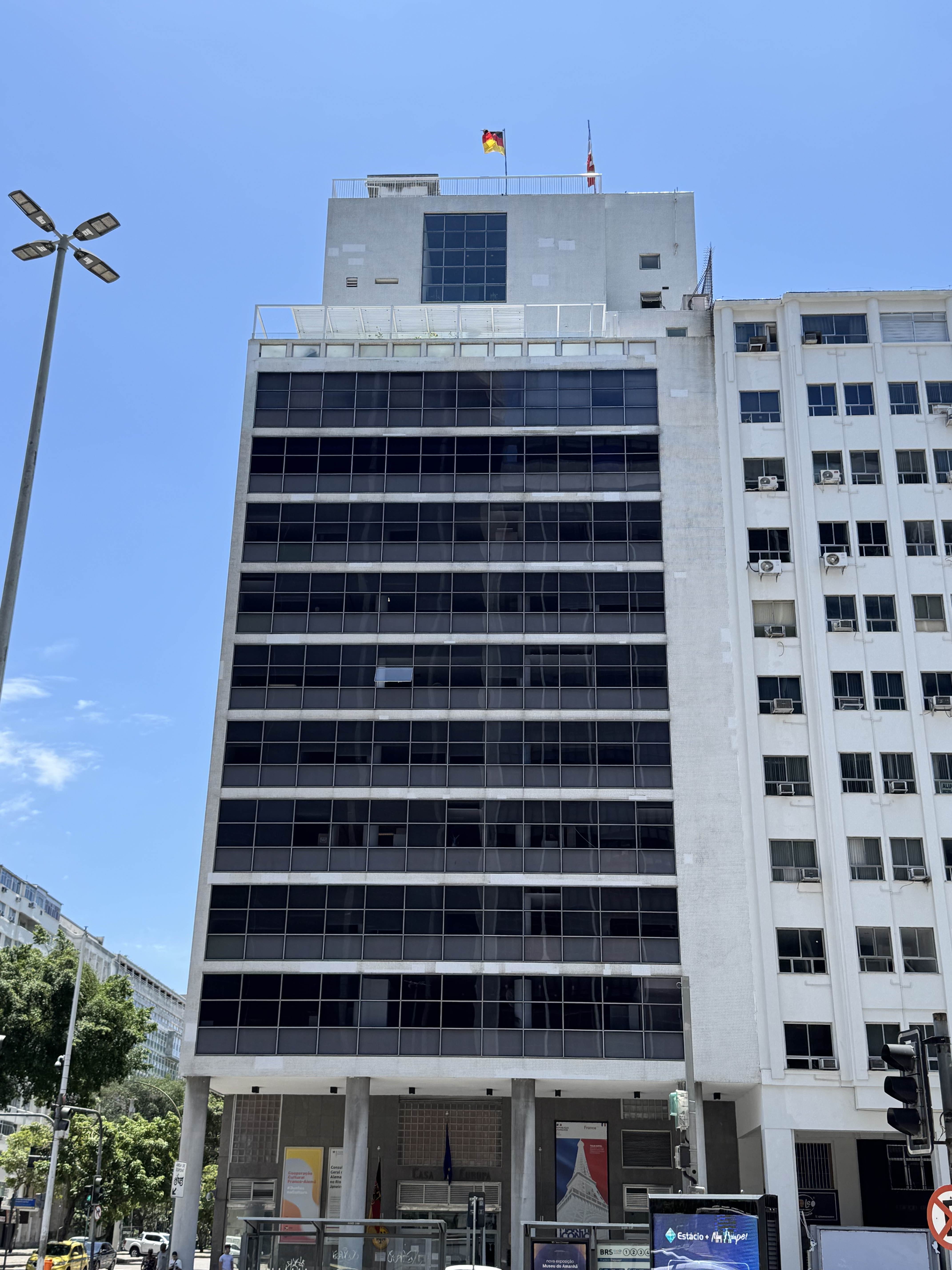
Consulados-Gerais da Alemanha e da França
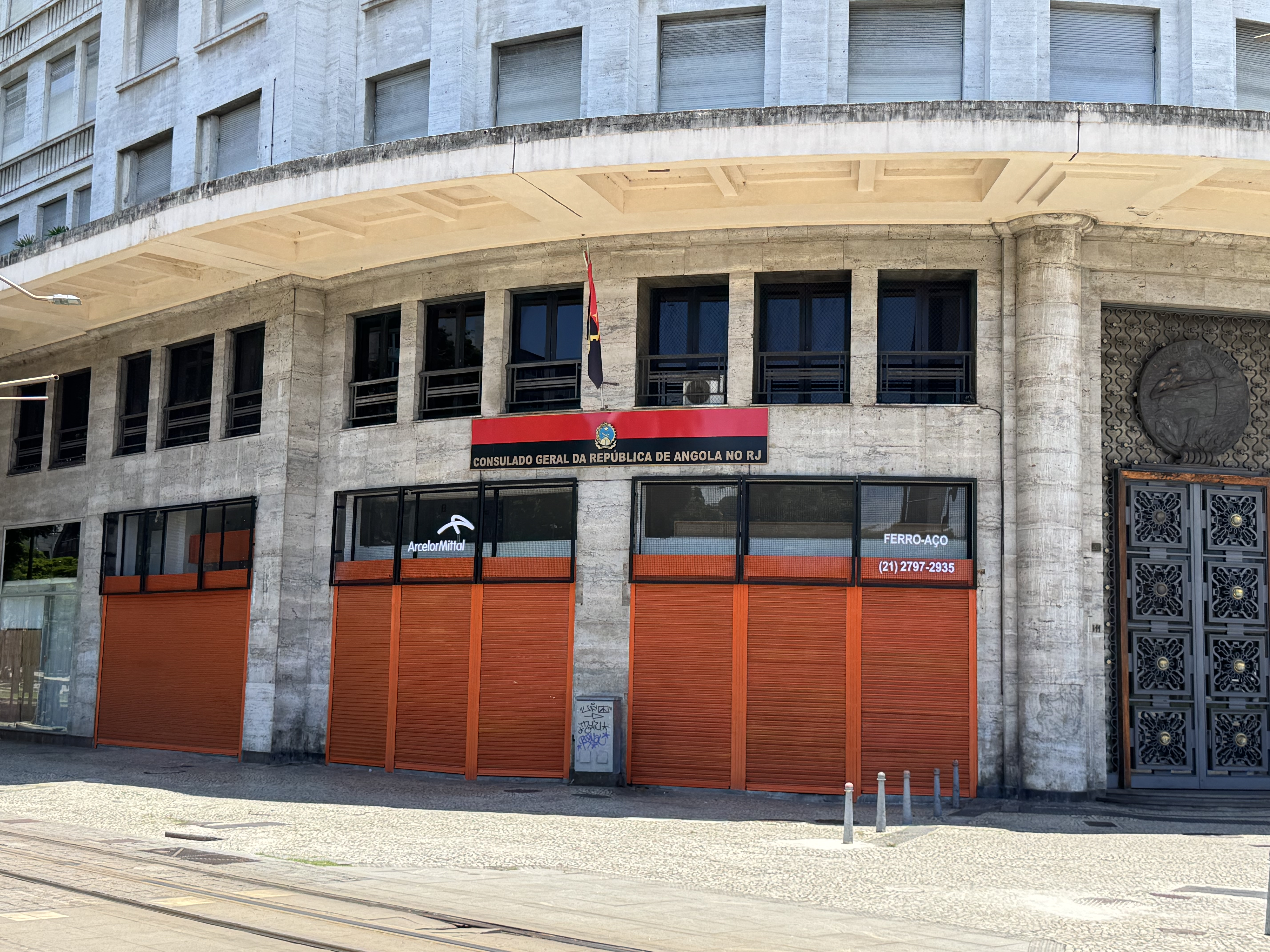
Consulado-Geral de Angola
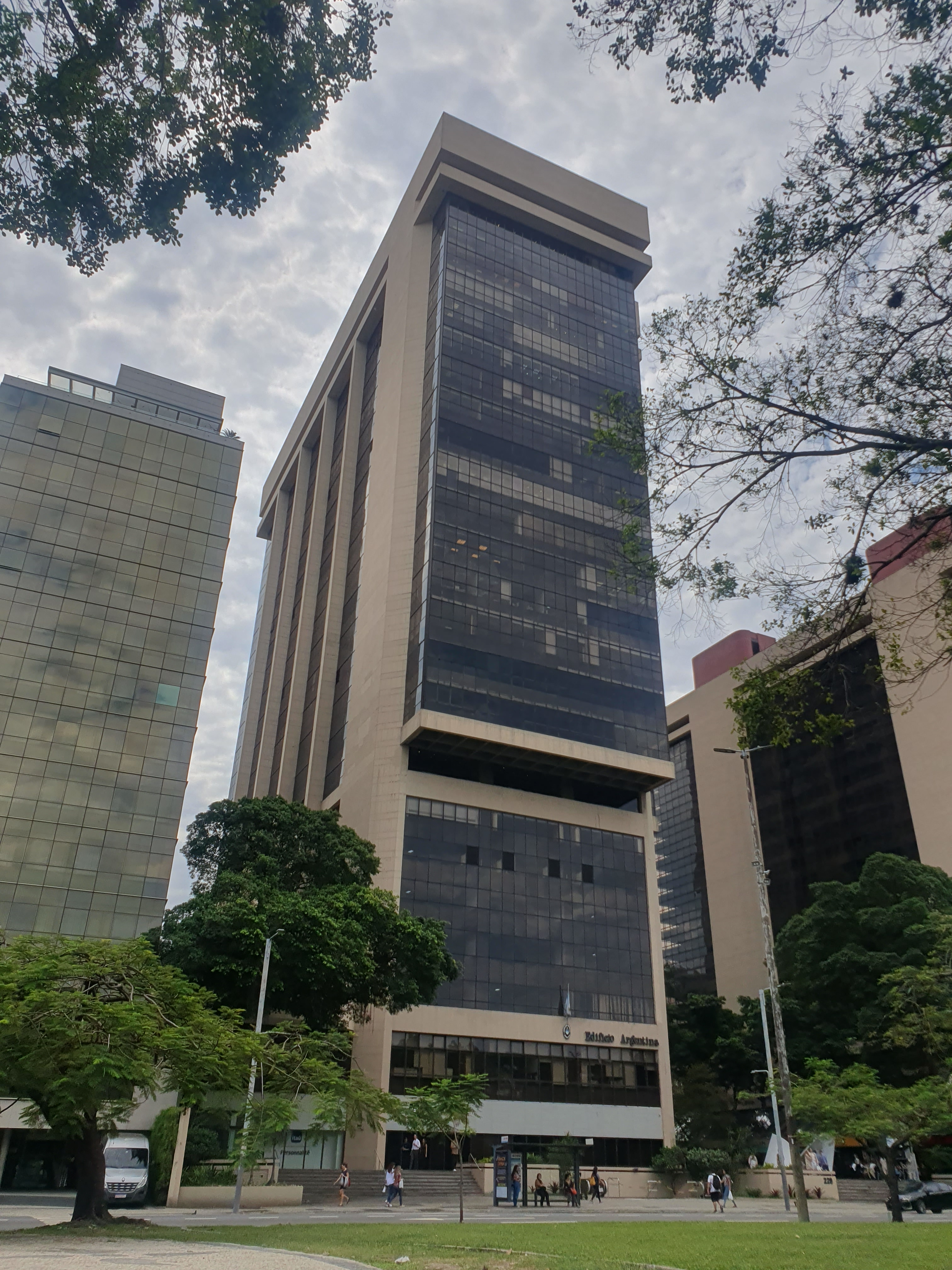
Consulado-Geral da Argentina
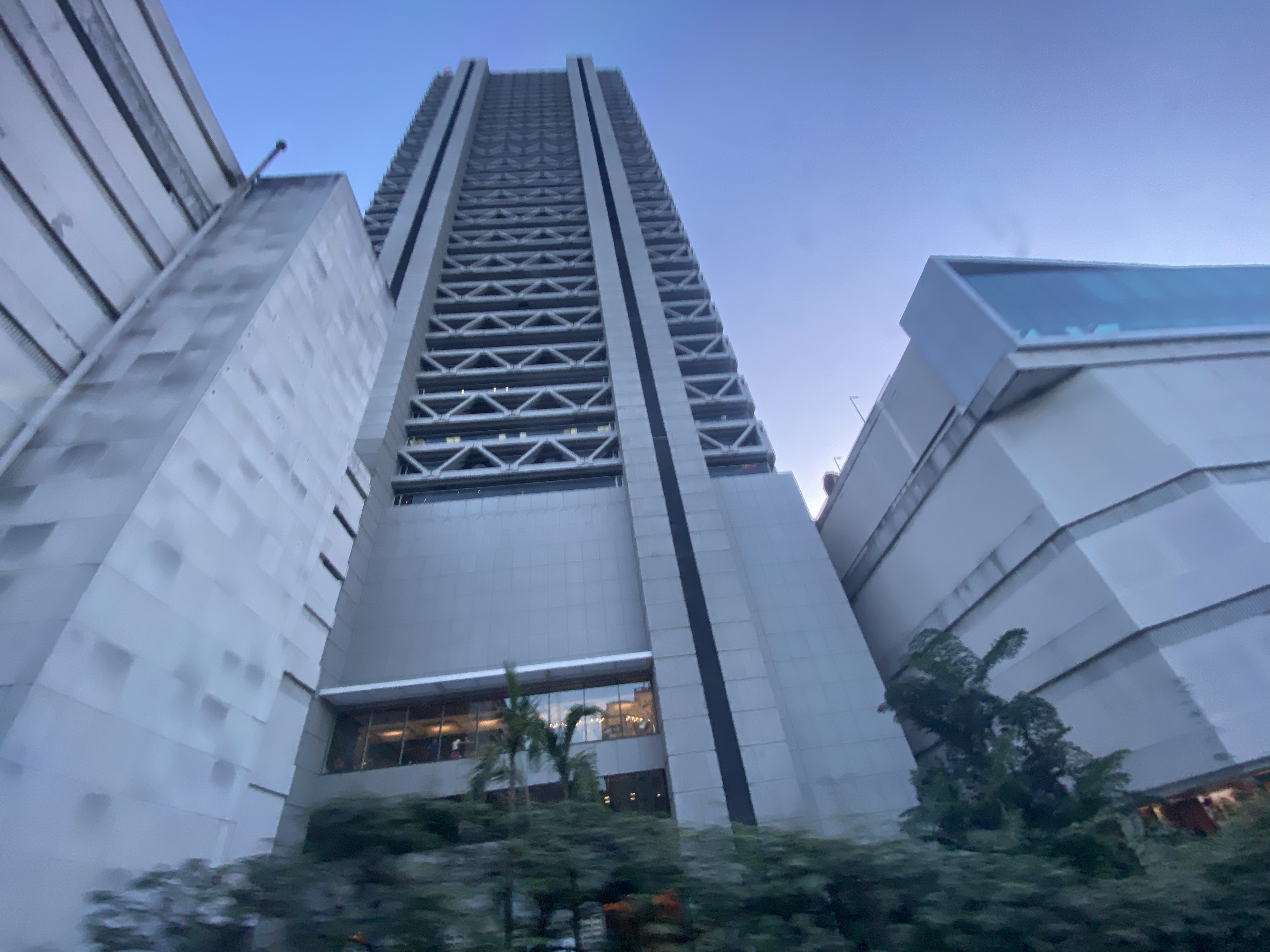
Torre Rio Sul acolhendo os Consulados-Gerais da Bélgica, Noruega e Espanha
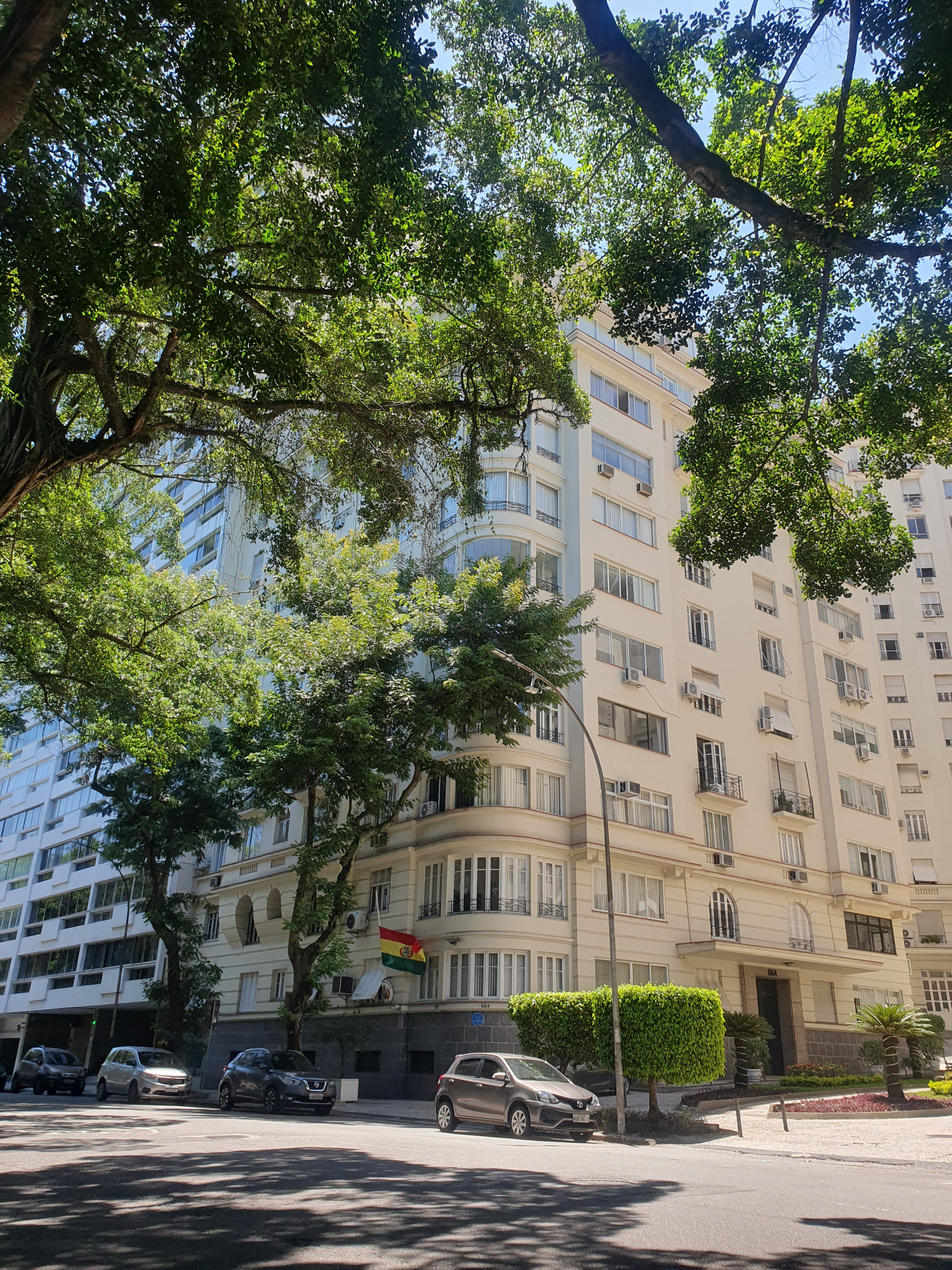
Consulado-Geral da Bolívia
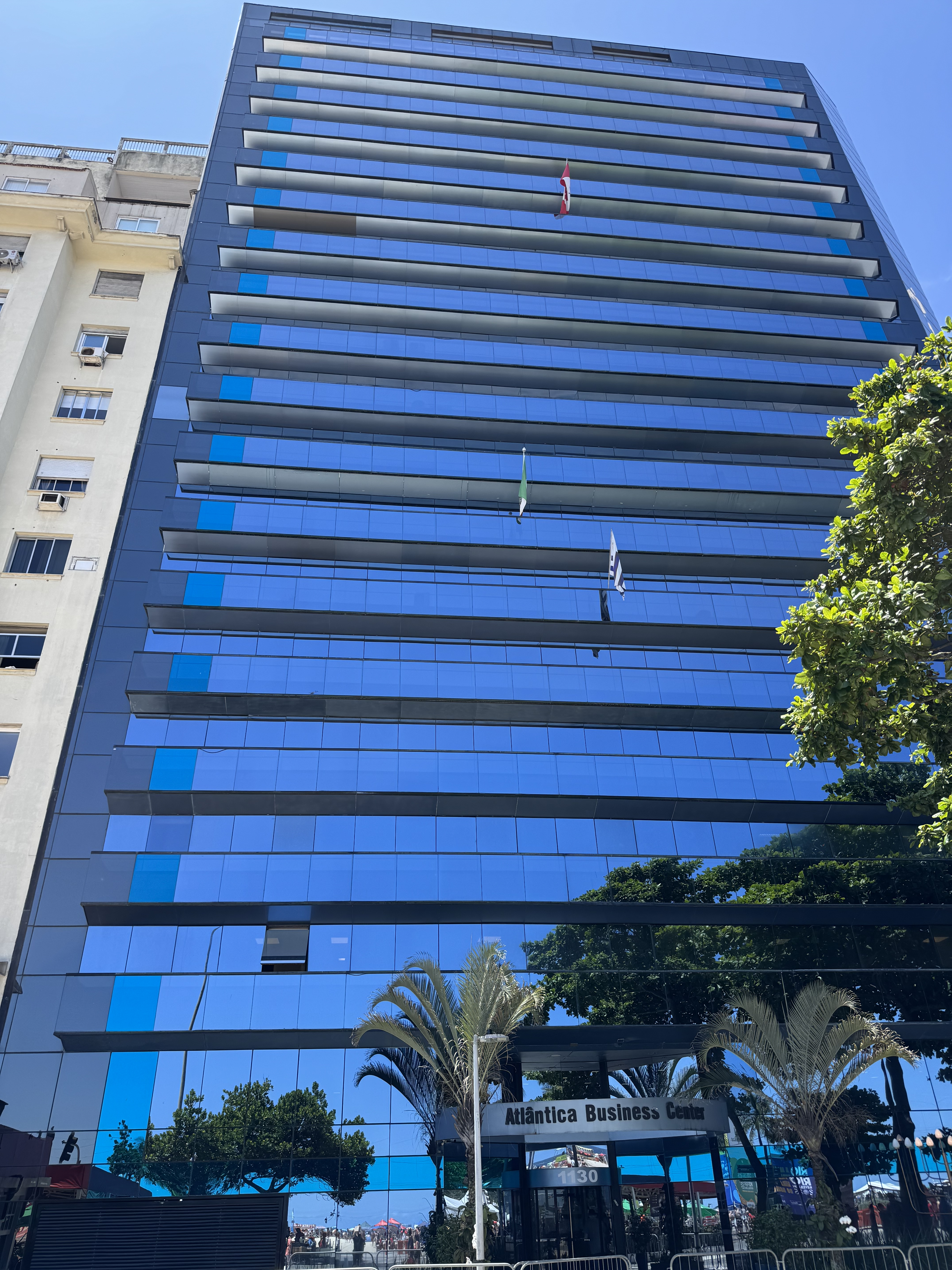
Consulados-Gerais do Canadá, México e Uruguai
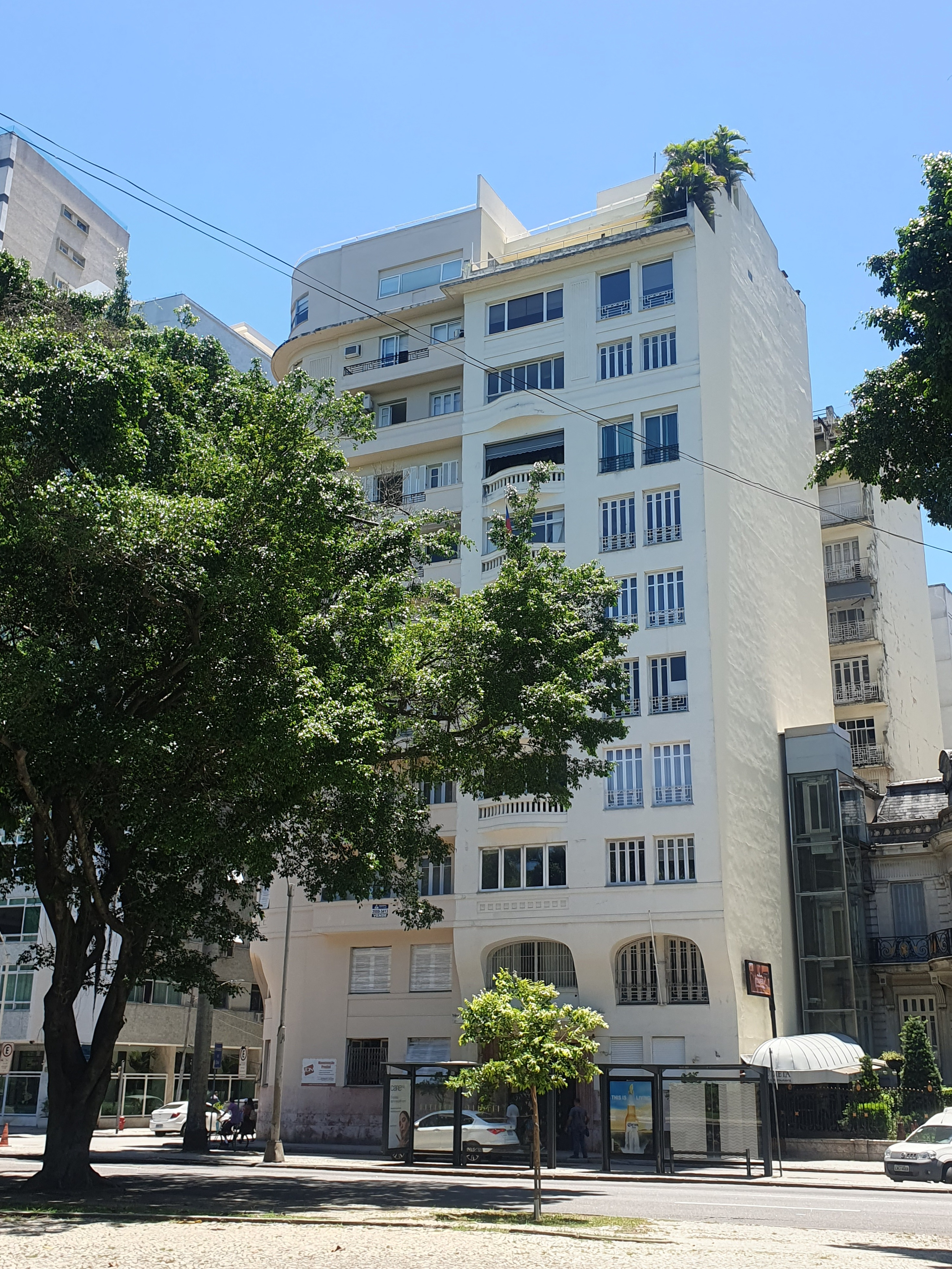
Consulado-Geral do Chile
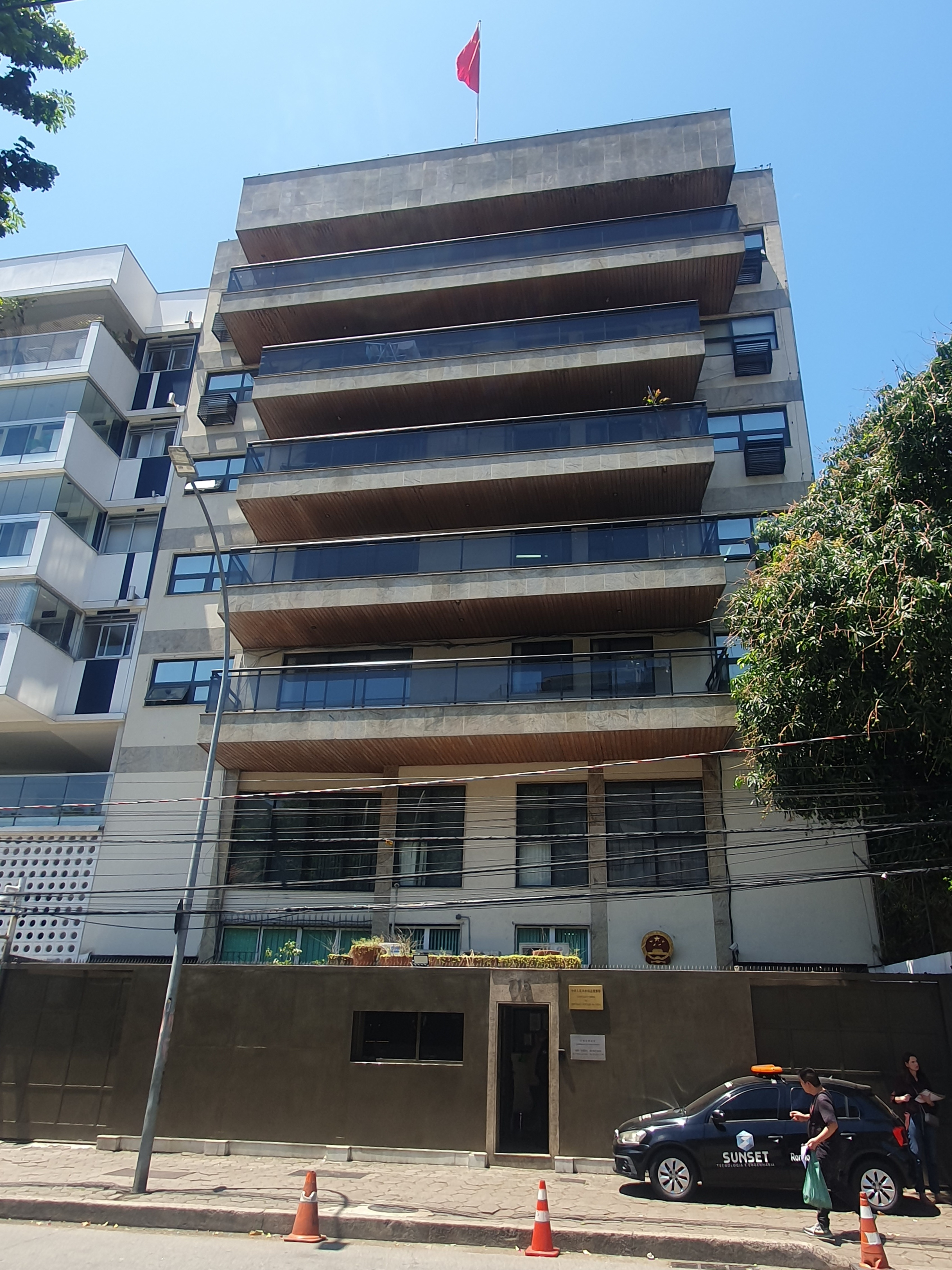
Consulado-Geral da China
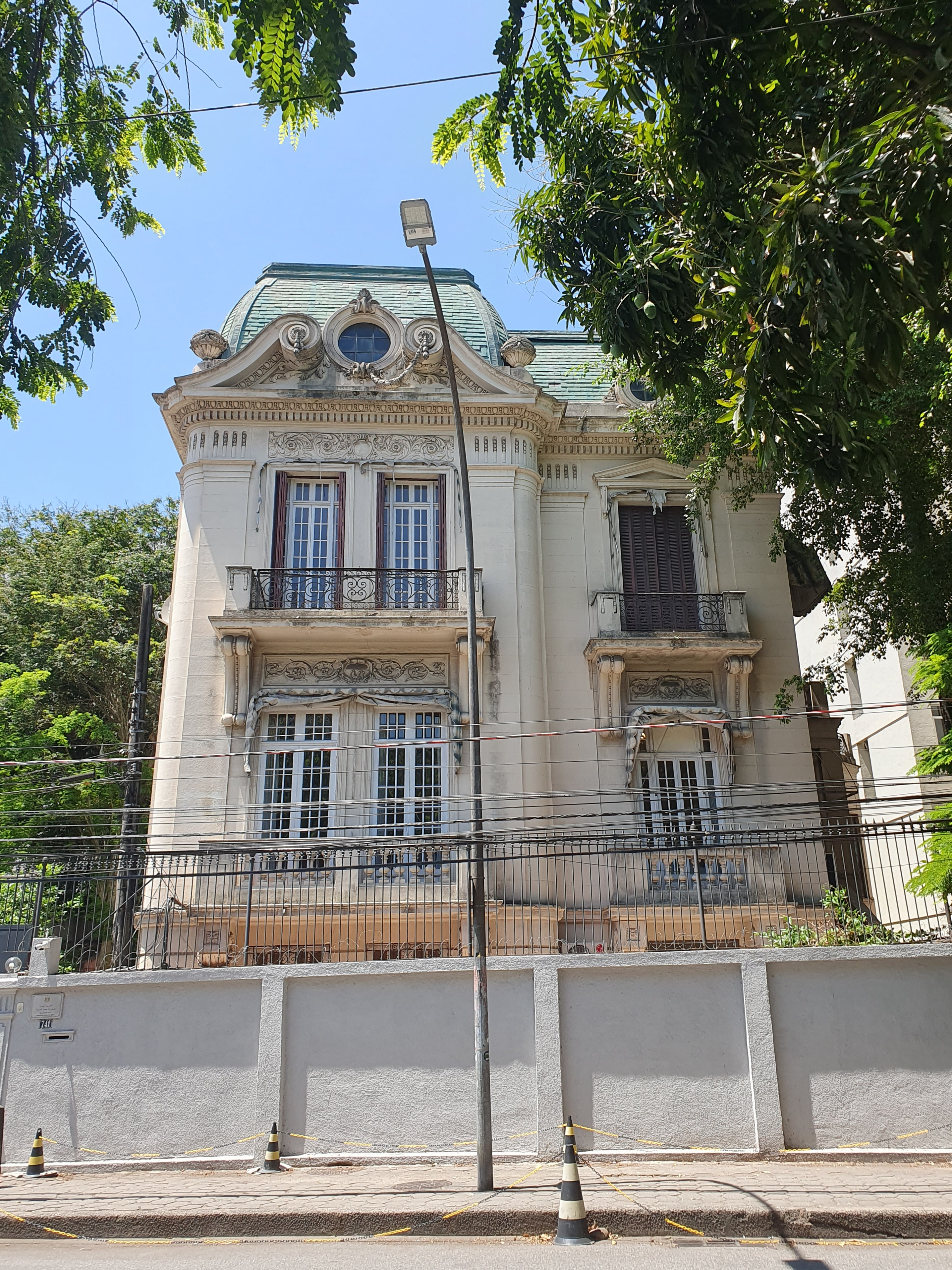
Consulado-Geral do Egito
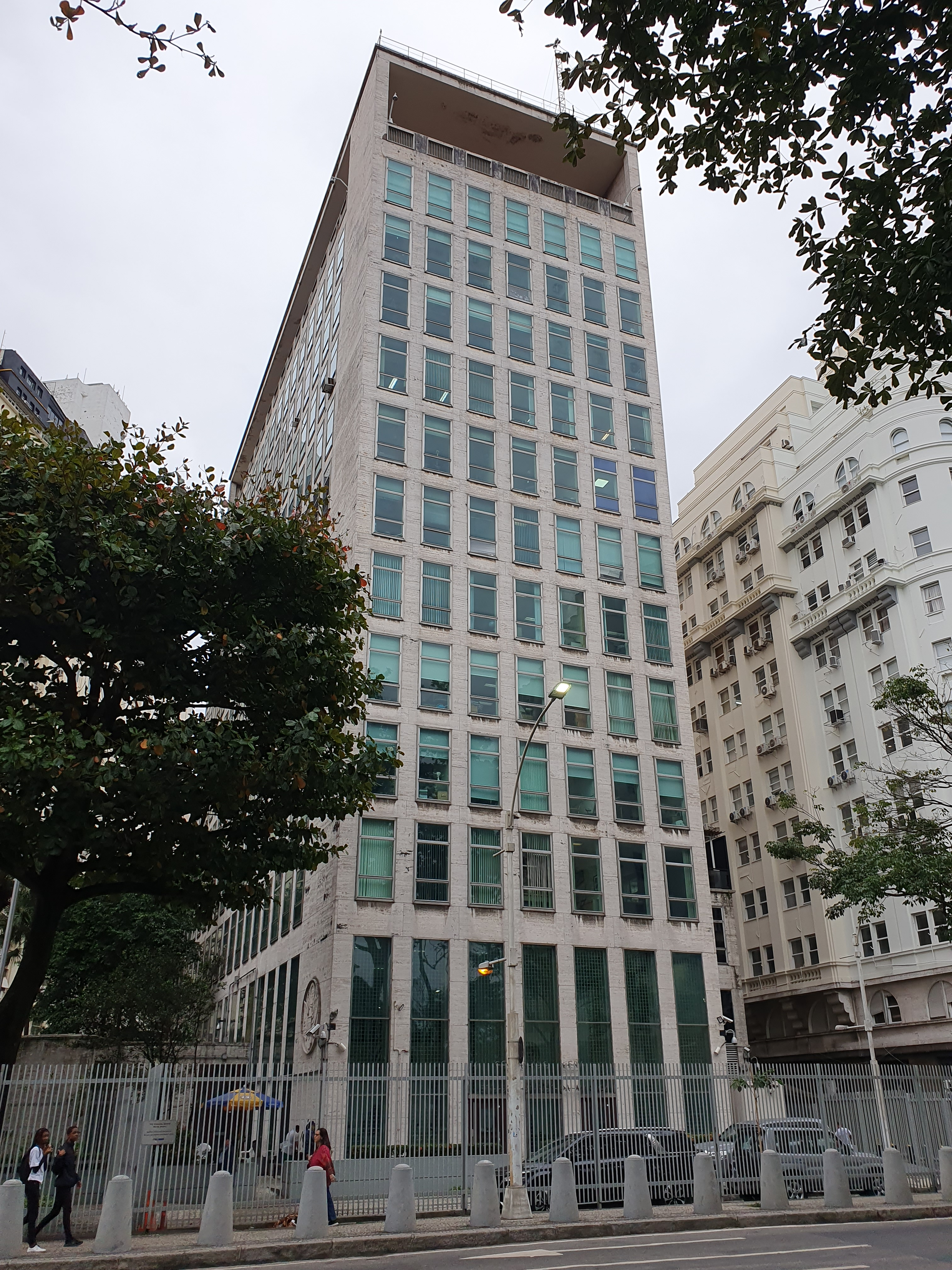
Consulado-Geral dos Estados Unidos
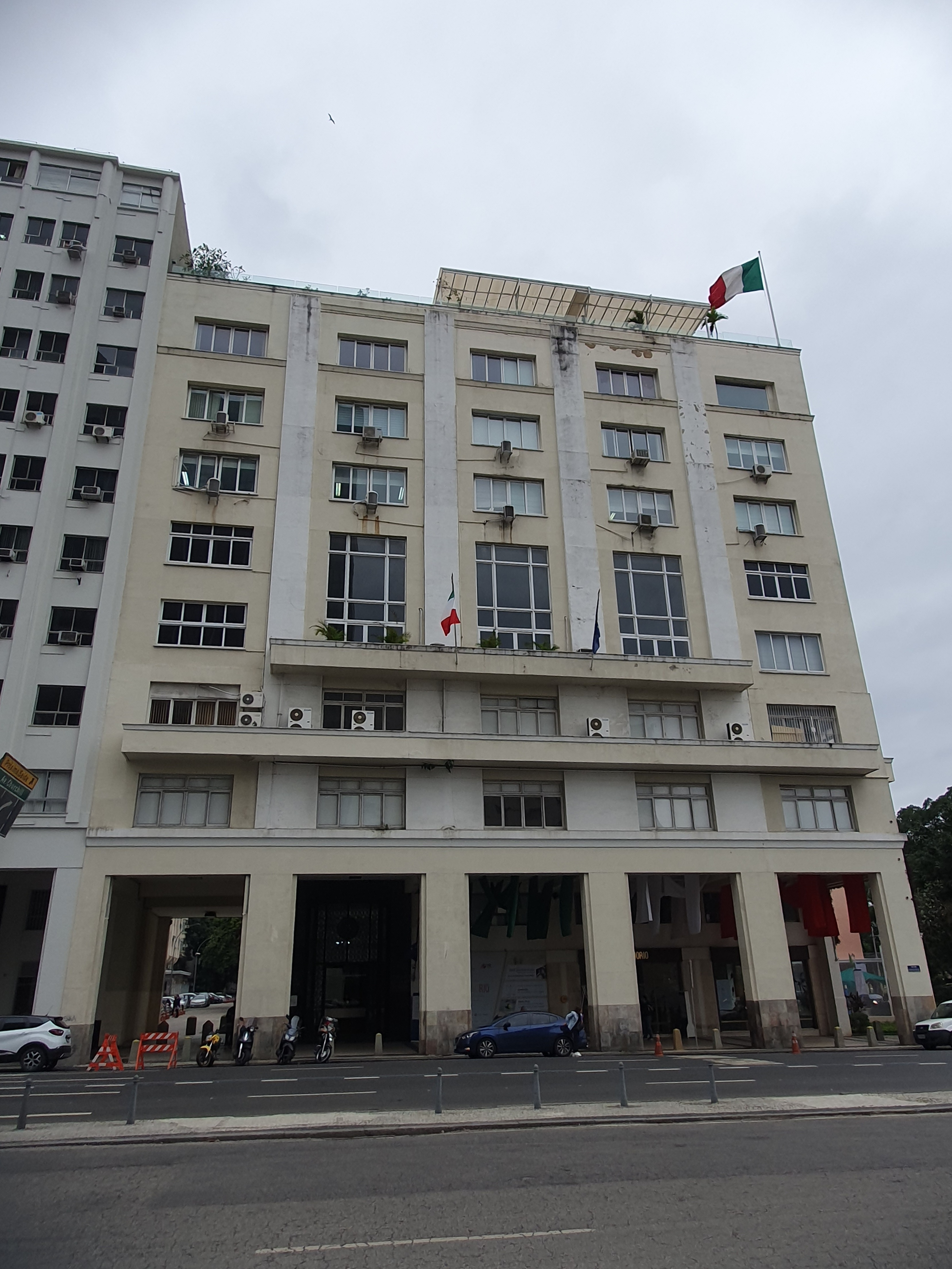
Consulado-Geral da Itália
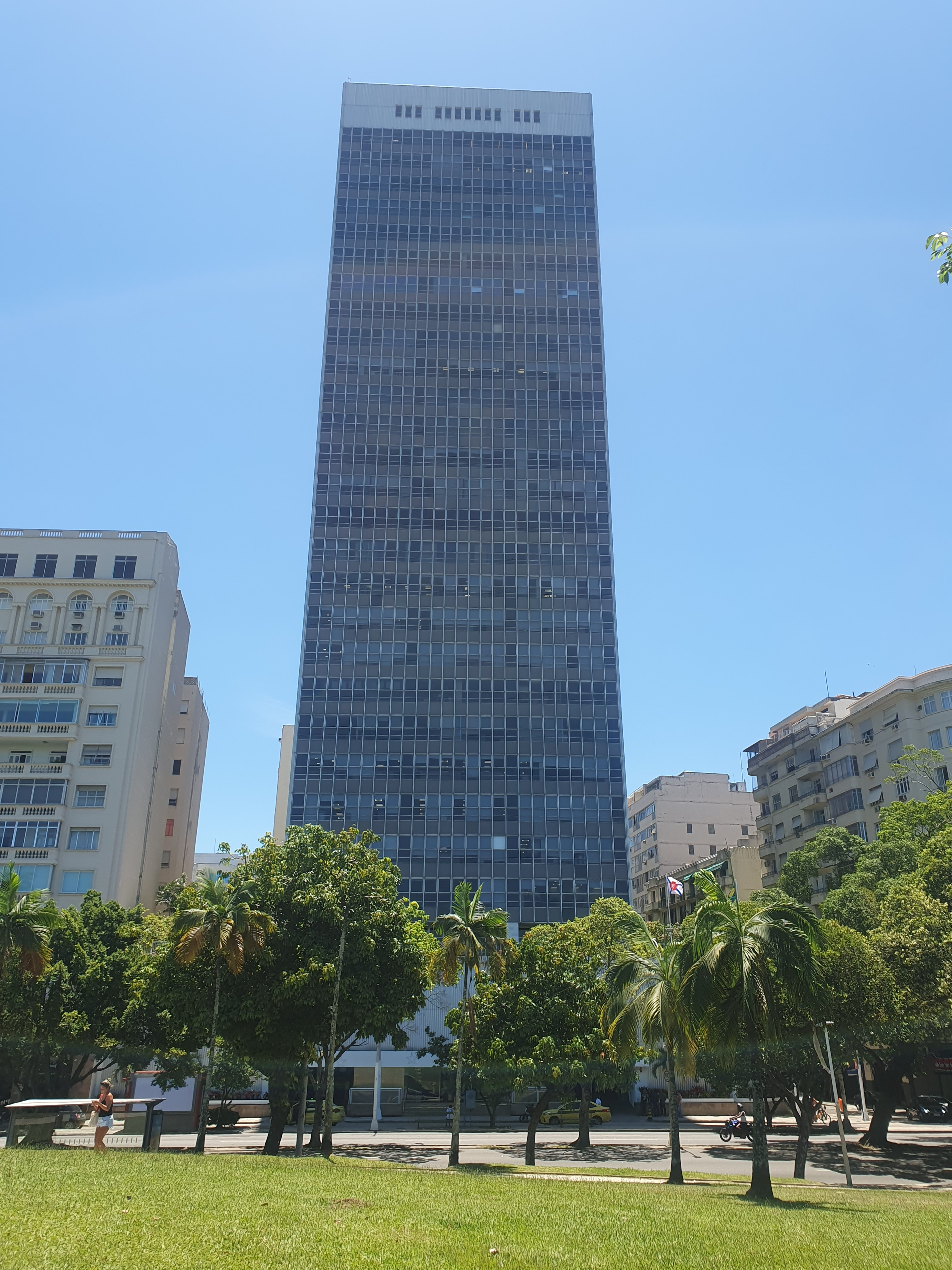
Edifício que sedia o Consulado-Geral do Japão
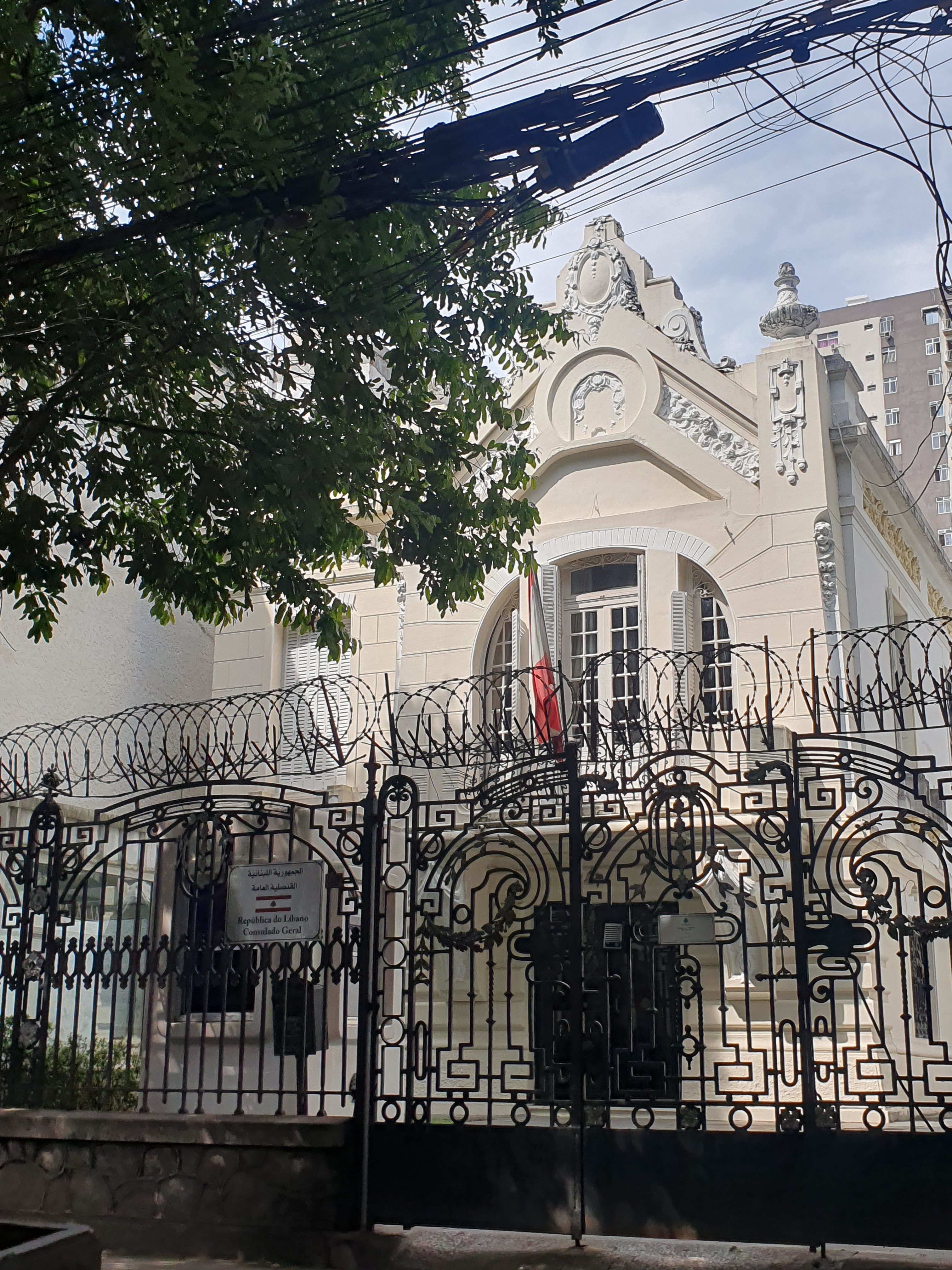
Consulado-Geral do Líbano
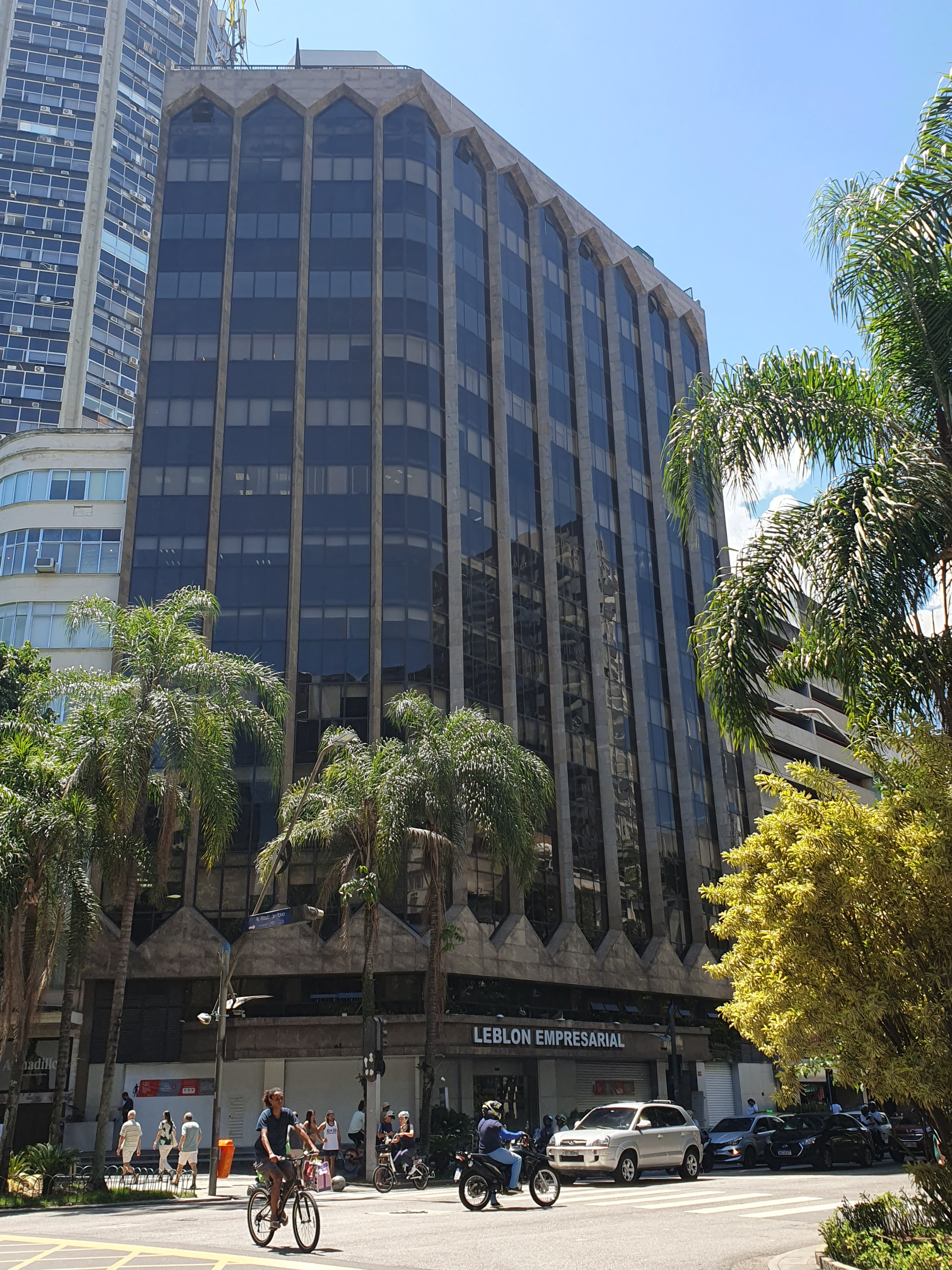
Edifício que sedia o Consulado-Geral dos Países Baixos
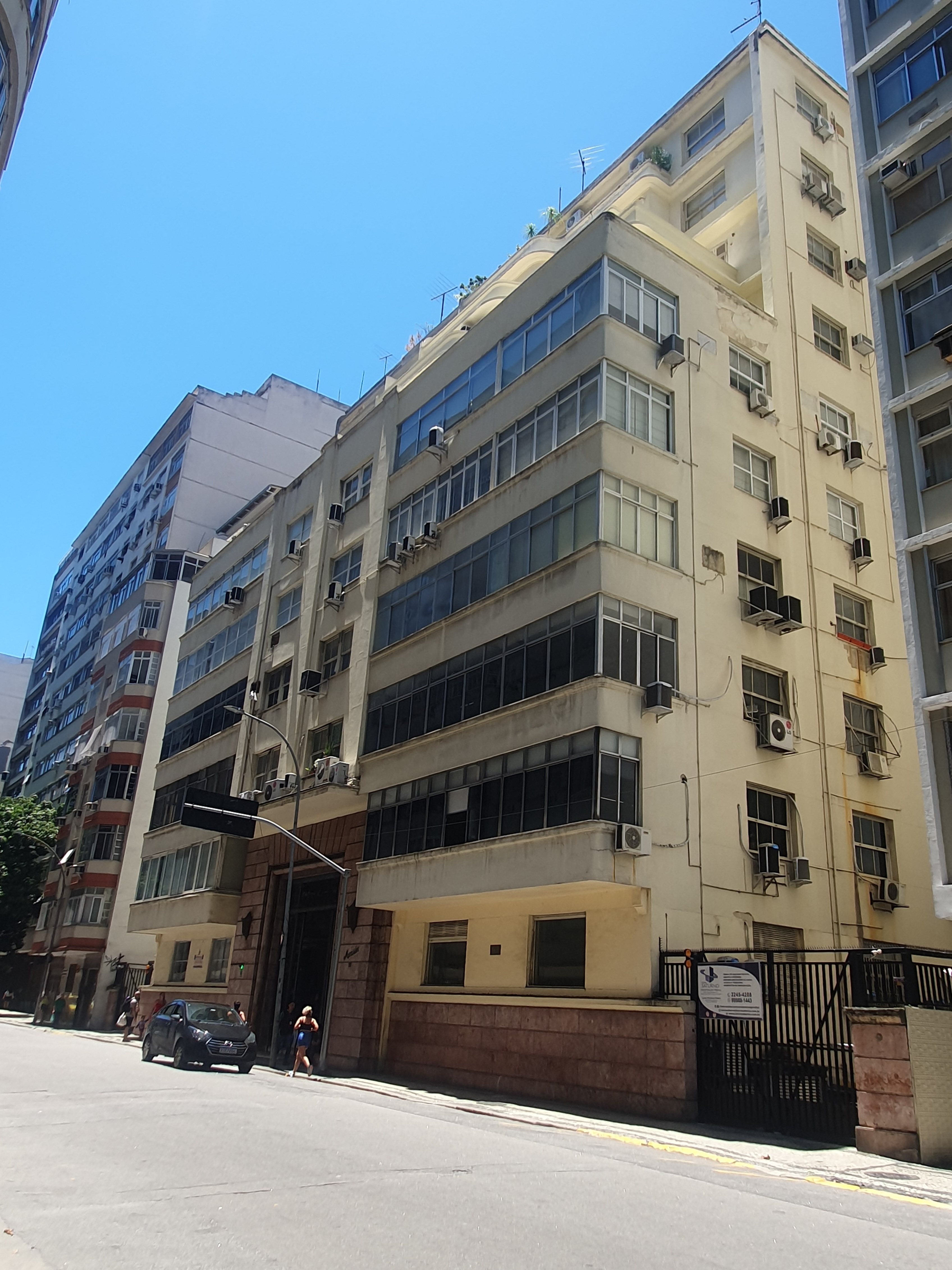
Edifício que sedia o Consulado-Geral do Paraguai
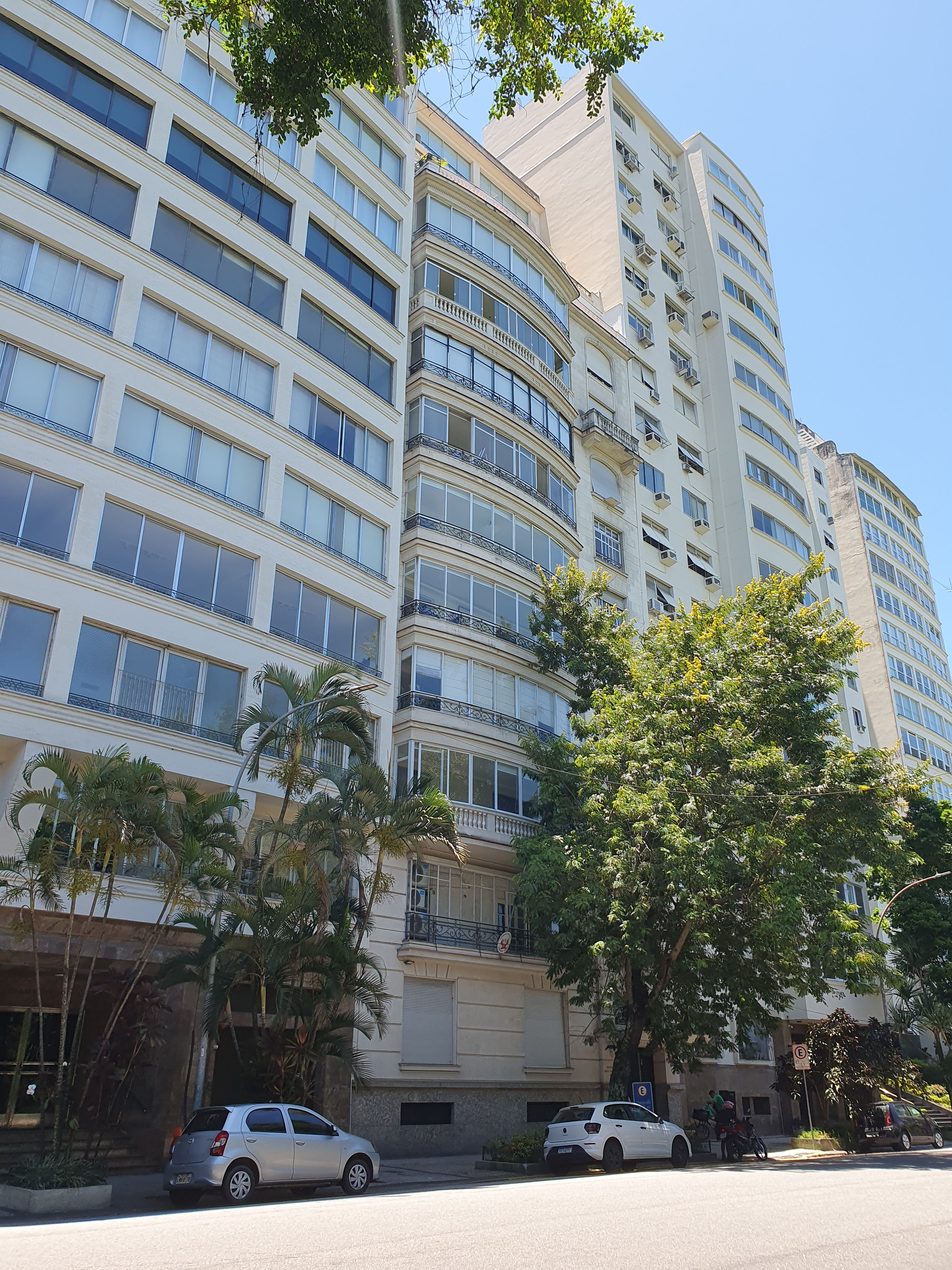
Consulado-Geral do Peru
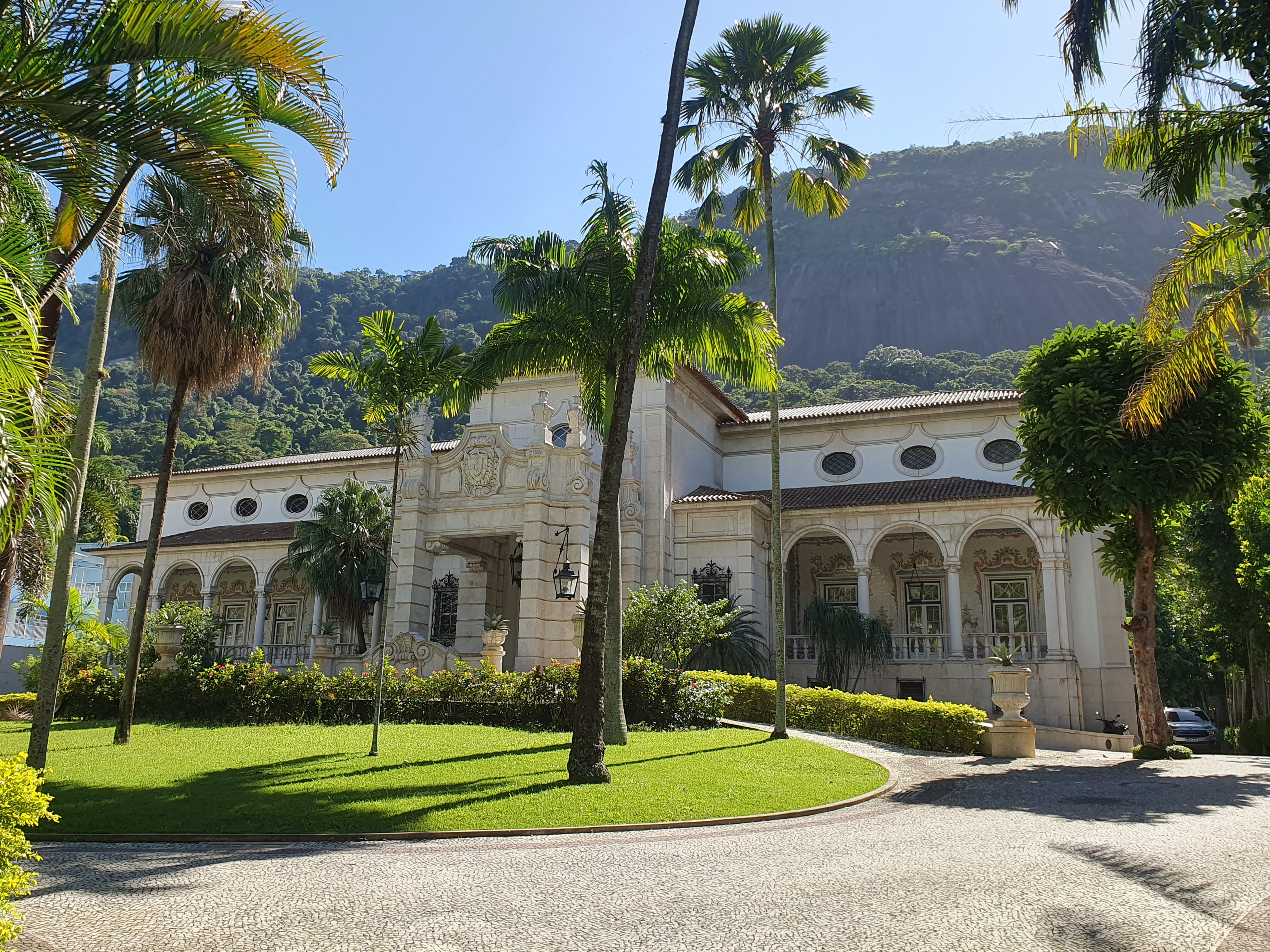
Consulado-Geral de Portugal
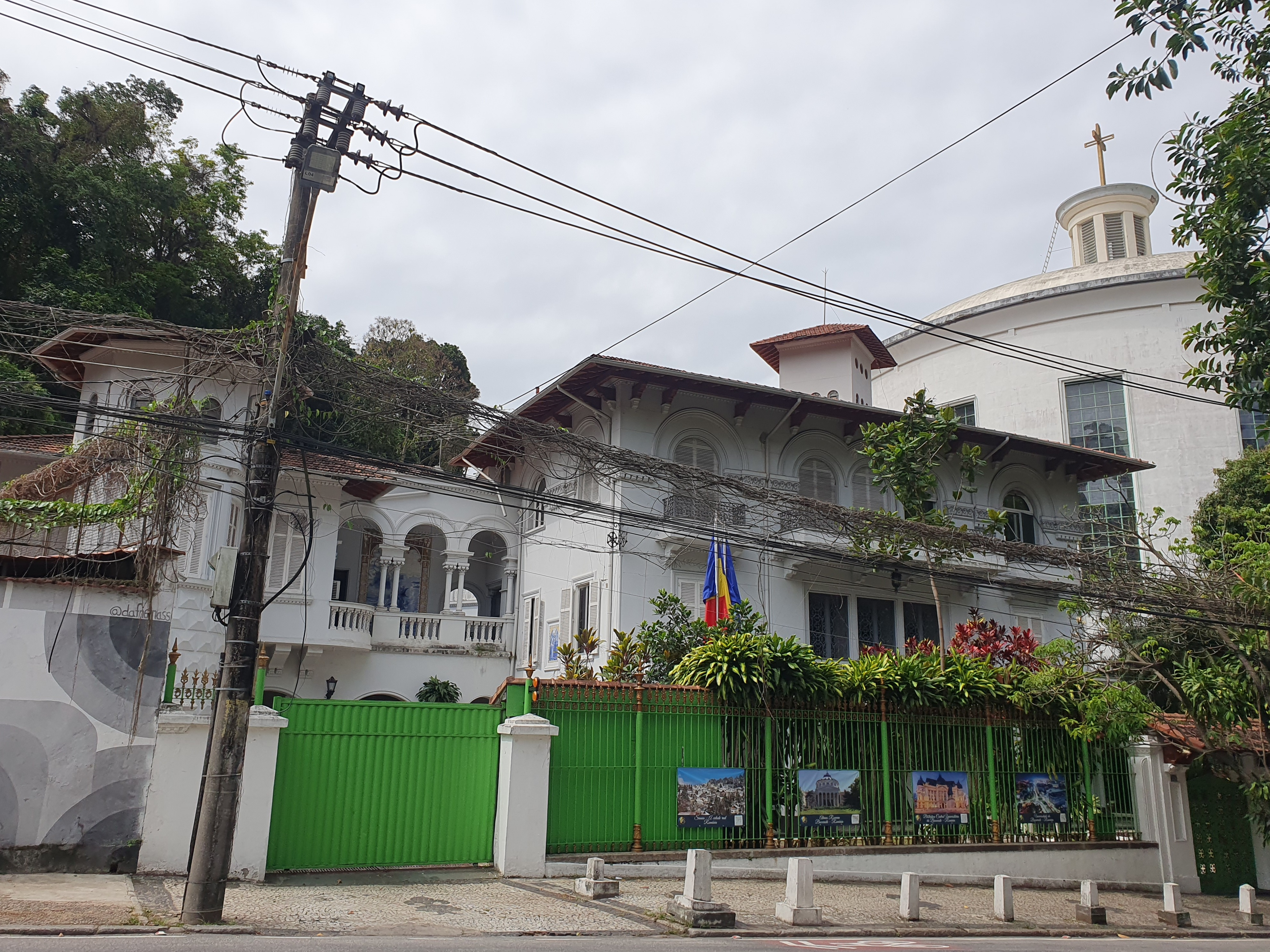
Consulado-Geral da Roménia
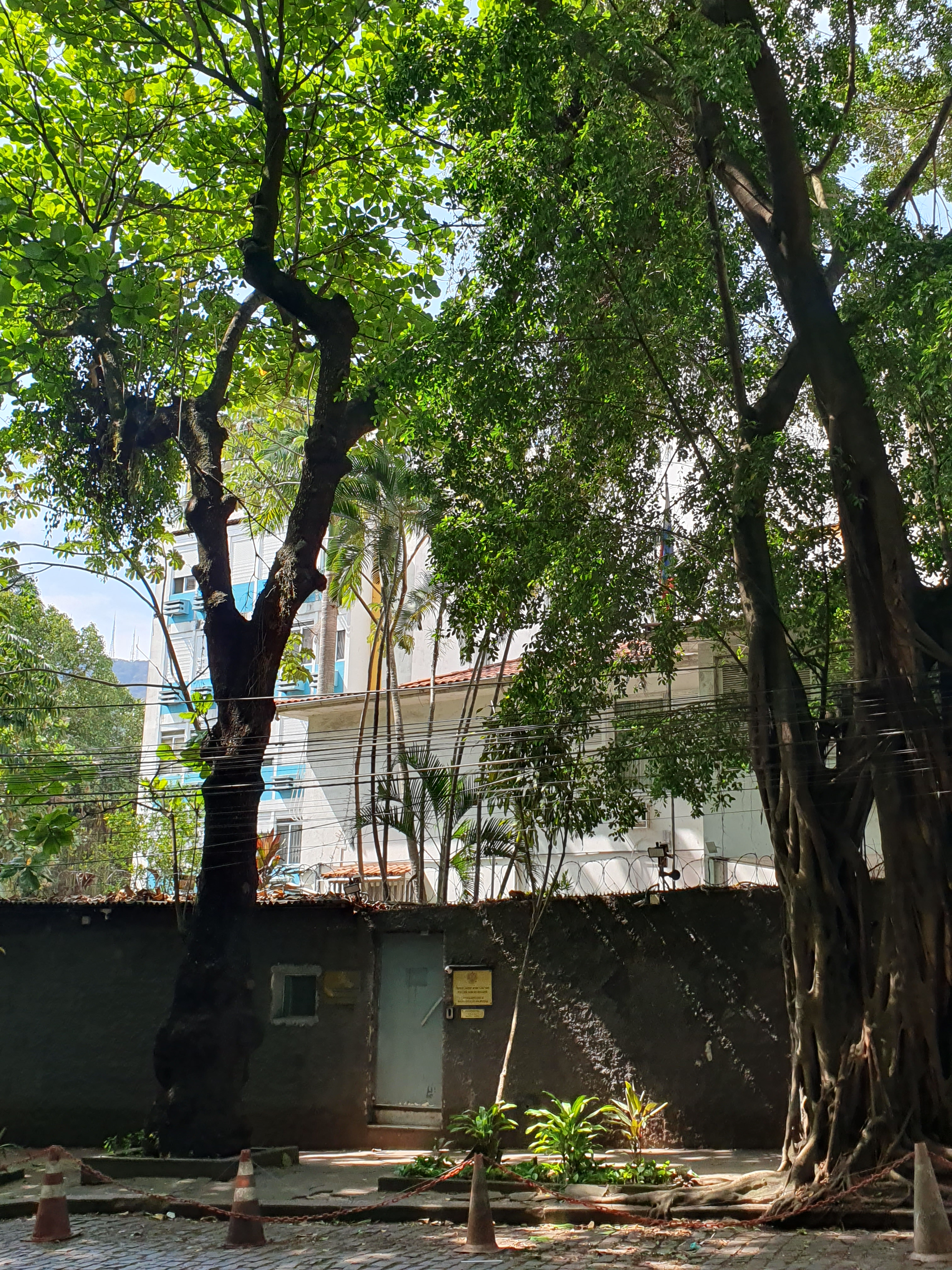
Consulado-Geral da Rússia

## Consulados Honorários[1]
- Austrália[2]
- Áustria[3]
- Cabo Verde[4]
- Cazaquistão[5]
- Coreia do Sul[6]
- Croácia[7]
- Dinamarca[8]
- Eslováquia[9]
- Eslovênia[10]
- Etiópia[11]
- Fiji[12]
- Filipinas
- Finlândia
- Hungria
- Índia[13]
- Lituânia[14]
- Luxemburgo
- Malásia[15]
- Seicheles
- Senegal
- Sri Lanka